# Nacha Guevara
Nacha Guevara, nata Clotilde Acosta (Mar del Plata, 3 ottobre 1940), è una cantante e attrice argentina.

## Discografia parziale

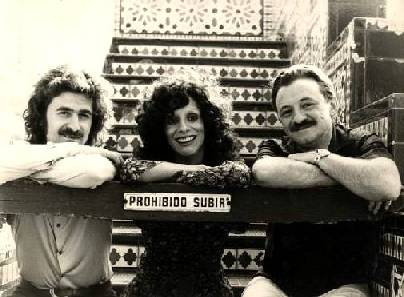
Nacha Guevara con il poeta Mario Benedetti e il musicista Alberto Favero nel 1973

### Album in studio
- Nacha Guevara Canta: (1968)
- Mezzo Soprano (1969)
- Nacha Guevara (1970)
- Nacha canta Benedetti (1972)
- Canciones para mis hijos (1973)
- Amor de ciudad grande (1977)
- Para cuando me vaya (1978)
- Aquí estoy (1981)
- Viva Sevilla (1982)
- Los patitos feos (1984)
- Eva, el gran musical argentino (1986)
- Heavy Tango (1991)
- En el 2000 también. La vida en tiempo de tango (2000)
- Historia del Soldado (2003)
- 80 y Cantando (2023)

### Raccolte
- Sus primeras grabaciones (1978)
- Grandes canciones de Nacha Guevara (1984)
- No llores por mi Argentina (1987)
- Mis momentos (1997)
- Los esenciales (2002)
- Éxitos originales (2003)

### Album dal vivo
- Este es el año que es (1971)
- Las mil y una Nachas (1974)
- Nacha Guevara en Vivo (1975)
- Canta a Benedetti (1976)
- Esta noche en Vivo (1976)
- Nacha de noche (1977)
- Con Benedetti y Favero (1979)
- Nacha Guevara Canta a Benedetti (1979)
- Nacha de noche (1985)
- Nacha Guevara en Concierto (1988)

## Filmografia parziale

### Cinema
- Juan Lamaglia y Sra., regia di Raúl de la Torre (1970)
- Miss Mary, regia di María Luisa Bemberg (1986)
- El lado oscuro del corazón, regia di Eliseo Subiela (1992)
- Funes, un gran amor, regia di Raúl de la Torre (1993)
- Héroes y demonios, regia di Horacio Maldonado (1999)
- El lado oscuro del corazón 2, regia di Eliseo Subiela (2001)
- Cruzadas, regia di Diego Rafecas (2011)

### Televisione
- Cuatro hombres para Eva - serie TV, 14 episodi (1966-1967)
- Alas, poder y pasión - serie TV, 120 episodi (1998)
- El tiempo no para - serie TV, 128 episodi (2006)
- Morir de Amor - serie TV, 12 episodi (2018)